# Hy-Vee
Hy-Vee ist ein US-amerikanisches Unternehmen mit Sitz in West Des Moines, Iowa.
Das Unternehmen wurde 1930 in Beaconsfield, Iowa, von Charles Hyde und David Vredenburg gegründet. Hy-Vee ist im Einzelhandel tätig und hat Supermärkte in den US-amerikanischen Bundesstaaten Iowa, Illinois, Kansas, Minnesota, Missouri, Nebraska und South Dakota. Seit 1960 ist das Unternehmen im kollektiven Besitz seiner Mitarbeiter.